# Pilar García Escribano
Pilar García Escribano (Murchante, Navarra, 1 de noviembre de 1942) es una pintora española.

## Biografía
Comenzó su actividad con la pintora Sagrario Lamban en Zaragoza, ingresando más tarde en la Escuela de Artes y Oficios de Pamplona donde recibió clases de Juan José Aquerreta y Salvador Beunza en pintura y dibujo respectivamente. Asistió a los talleres de Pedro Salaberri, Jesús Lasterra y César Muñoz Sola.
Su primera exposición individual fue en 1983 en la galería Prisma de Tudela, siguieron otras, entre ellas y en el año 2001 en la Ciudadela de Pamplona y en la Sala Juan Bravo de Madrid.
El historiador de arte por la universidad de Navarra, Francisco Javier Zubiaur Carreño dice de ella en uno de sus artículos:

El recién estrenado otoño nos acerca a la visión del paisaje ribero. No se trata ahora de Charela, de Monguilot o de Muñoz Sola. Es la pintora murchantina Pilar García Escribano quien presenta un conjunto bien elaborado de paisajes y de bodegones pintados al aire libre, sentidos con la hondura que da el cariño a la tierra propia, a la que se ama y de la que se conocen sus secretos.

Una pintora, que tras casi veinte años de exposiciones, de callado aprendizaje, de tesón y de respeto al mandato de la naturaleza, llega a un momento de interesantes resoluciones plásticas.
Francisco Zubiaur Carreño

Su obra está en el Museo de Navarra, en el Ayuntamiento de Pamplona, en el de Palencia y en el Parlamento de Navarra, así como en otras colecciones.